# Cannone d'assalto

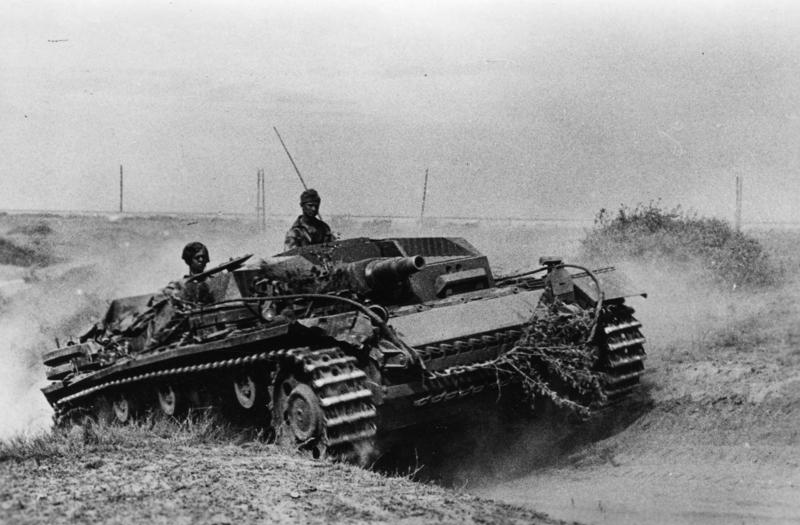
Uno Sturmgeschütz III (StuG III) tedesco con cannone 7,5 cm KwK 37 L/24, primo esempio storico di cannone d'assalto.

Il cannone d'assalto è un semovente d'artiglieria cingolato, dotato di una spessa corazzatura e armato con un cannone o un obice di medio calibro installato in una casamatta fissa sullo scafo.
Originariamente concepito all'inizio della seconda guerra mondiale per il supporto diretto alla fanteria (carro armato per fanteria) sulla linea del fuoco contro postazioni fortificate o altre formazioni di fanteria, con il prosieguo del conflitto fu destinato non solo come carro di rottura e sfondamento ma anche al contrasto di mezzi corazzati, occupando quindi un ruolo da cacciacarri.

## Caratteristiche
Storicamente i cannoni d'assalto corazzati sono stati realizzati a partire dagli scafi dei carri armati, eliminando la torretta e sostituendola con una casamatta corazzata completamente chiusa nella quale prende posto il cannone o l'obice. L'installazione in una casamatta invece che in torretta girevole, se da una parte limita il settore di tiro, dall'altro è di più semplice ed economica costruzione rendendo il sistema meno incline ai guasti; conseguentemente il maggiore spazio disponibile nella casamatta e il peso risparmiato con l'eliminazione della torretta consentono l'installazione di un'arma più grande e potente e di una corazzatura più pesante. Infine, con l'eliminazione della torretta, il mezzo presenta un profilo più basso e sfuggente e quindi un bersaglio più difficile per le artiglierie nemiche.
Per quanto simili nella struttura, un cannone d'assalto si differenzia da un semovente d'artiglieria per diversa concezione d'impiego: il cannone montato dal semovente è destinato generalmente al tiro indiretto e a lunga gittata contro bersagli posti oltre la linea di vista, e di conseguenza il mezzo opera dietro la linea dei combattimenti e dispone quindi di una corazzatura più ridotta; il pezzo del cannone d'assalto è invece destinato al tiro diretto contro bersagli in linea di vista (come un cannone anticarro), e quindi il mezzo si trova a operare in prima linea e necessita di una corazzatura più spessa, paragonabile a quella di un carro armato. Il cannone d'assalto ha diversi profili di similitudine con un cacciacarri o "semovente anticarro", mezzo però destinato fin dall'origine per la distruzione di altri carri armati e che quindi dispone di un pezzo d'artiglieria concepito espressamente per questo compito (di solito con una velocità alla volata più elevata di quella del cannone d'assalto) e generalmente di una corazzatura più leggera (per avere una maggiore velocità e quindi una capacità del tipo "mordi e fuggi").

## Storia

### Seconda guerra mondiale

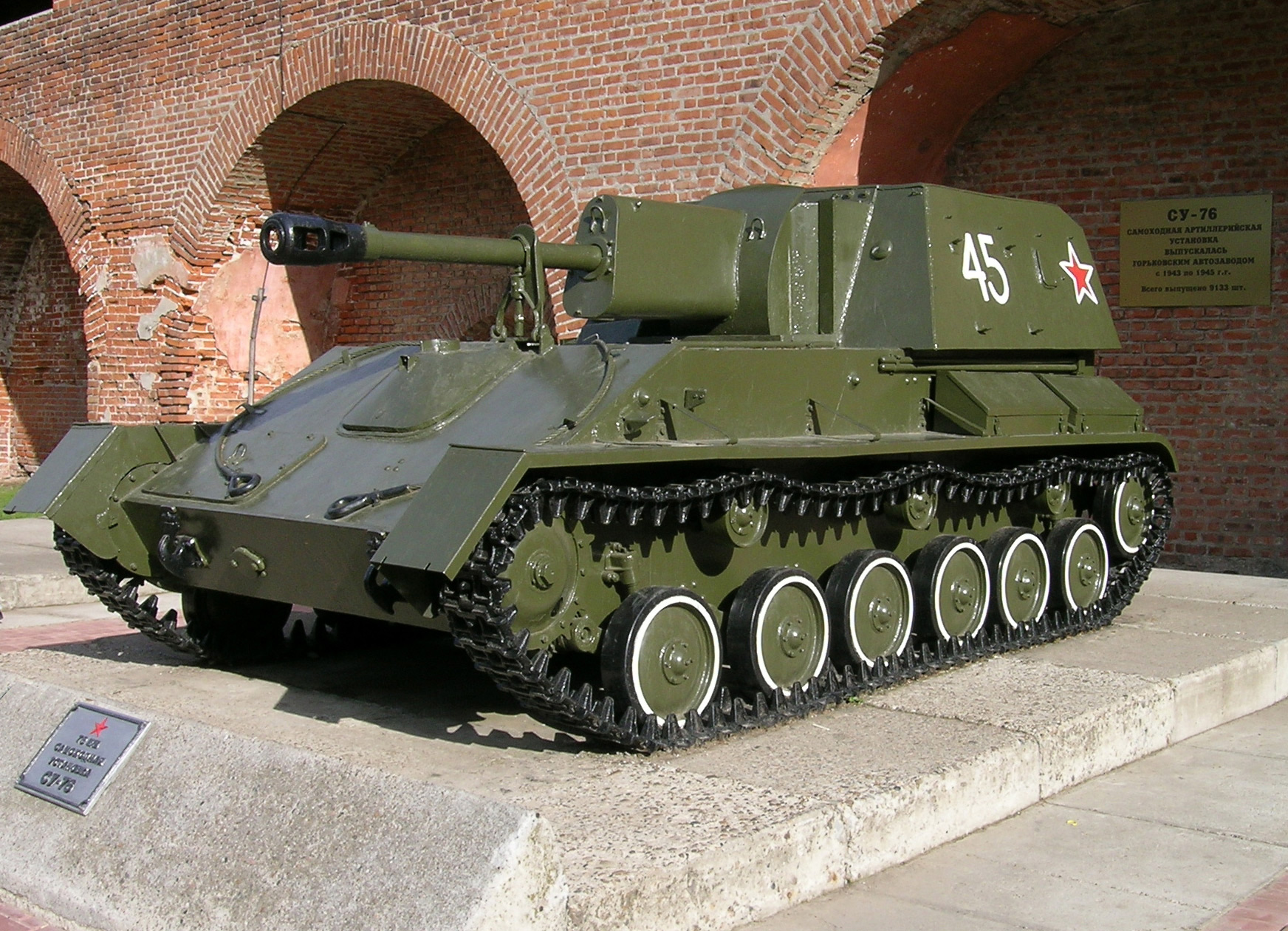
Un SU-76, primo esempio di cannone d'assalto sovietico

I cannoni d'assalto furono sviluppati principalmente durante la seconda guerra mondiale da parte delle forze armate di Germania e Unione Sovietica. All'inizio della guerra, i tedeschi cominciarono a creare cannoni d'assalto (Sturmgeschütz, la cui traduzione "cannone d'assalto" diede il nome alla categoria) di fortuna montando le loro armi di accompagnamento alla fanteria sul pianale di autocarri militari o su carri armati obsoleti previa rimozione della torretta. In seguito, durante la guerra, sia i tedeschi che i sovietici introdussero nei loro arsenali carri d'assalto corazzati appositamente progettati come tali.

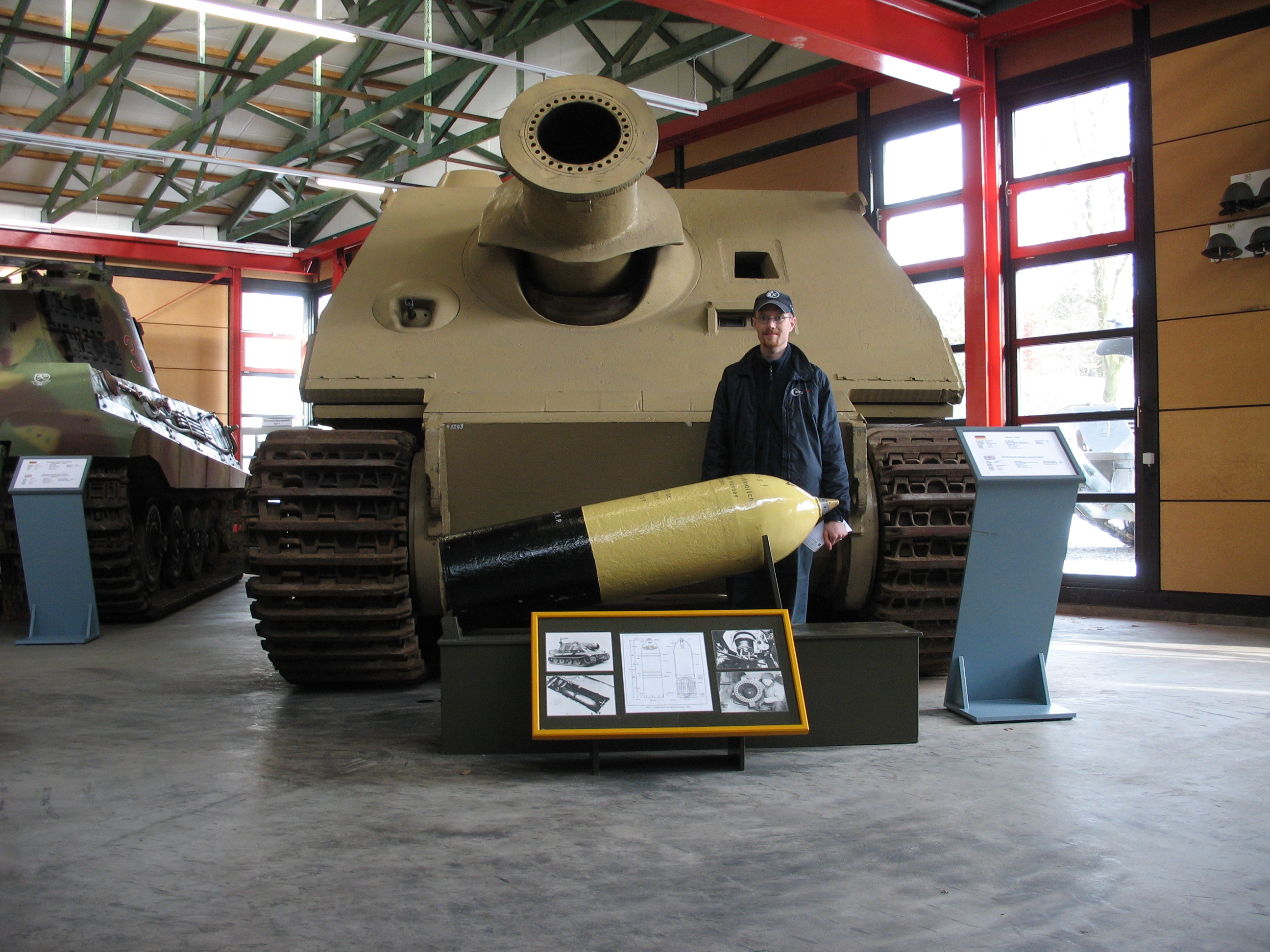
Uno Sturmtiger nel "Panzermuseum" di Munster (Bassa Sassonia).

Il primo cannone d'assalto tedesco fu lo Sturmgeschütz III (StuG III), armato con un cannone ad alta velocità iniziale da 75 mm, che, soprattutto nelle ultime versioni, riuniva in sé anche le caratteristiche del cacciacarri. A questo modello seguirono altri modelli di cannoni d'assalto in casamatta, quali lo Sturmgeschütz IV, lo Sturmhaubitze 42, lo Sturmpanzer IV e lo Sturmtiger; questi ultimi in particolare furono tra veicoli più pesanti e potenti della categoria, ma furono costruiti in modeste quantità.
Quando impiegati nel ruolo per il quale erano ideati, gli StuG erano inquadrati in battaglioni indipendenti aggregati alle divisioni di fanteria, in seno alle quali, quando le forze armate tedesche avevano ormai perso l'iniziativa strategica della guerra, furono apprezzati soprattutto le loro capacità anticarro. A causa della cronica carenza di carri armati, furono anche utilizzati impropriamente per sostituire i reparti di carri armati nelle divisioni Panzergrenadier o anche nelle Panzer-Division. I problemi si rivelarono più che altro dottrinali, poiché, essendo considerati ufficialmente dalla Wehrmacht come artiglieria, gli StuG non dipesero mai direttamente dal comandante dell'unità corazzata, riducendone l'efficacia in ambito tattico.
I sovietici produssero una serie di cannoni d'assalto senza torretta, principalmente concepiti per il ruolo anticarro: il SU-76, il SU-122 ed il potente SU-152, seguiti poi dai ISU-122 e ISU-152 basati sullo scafo del nuovo carro pesante IS-1.

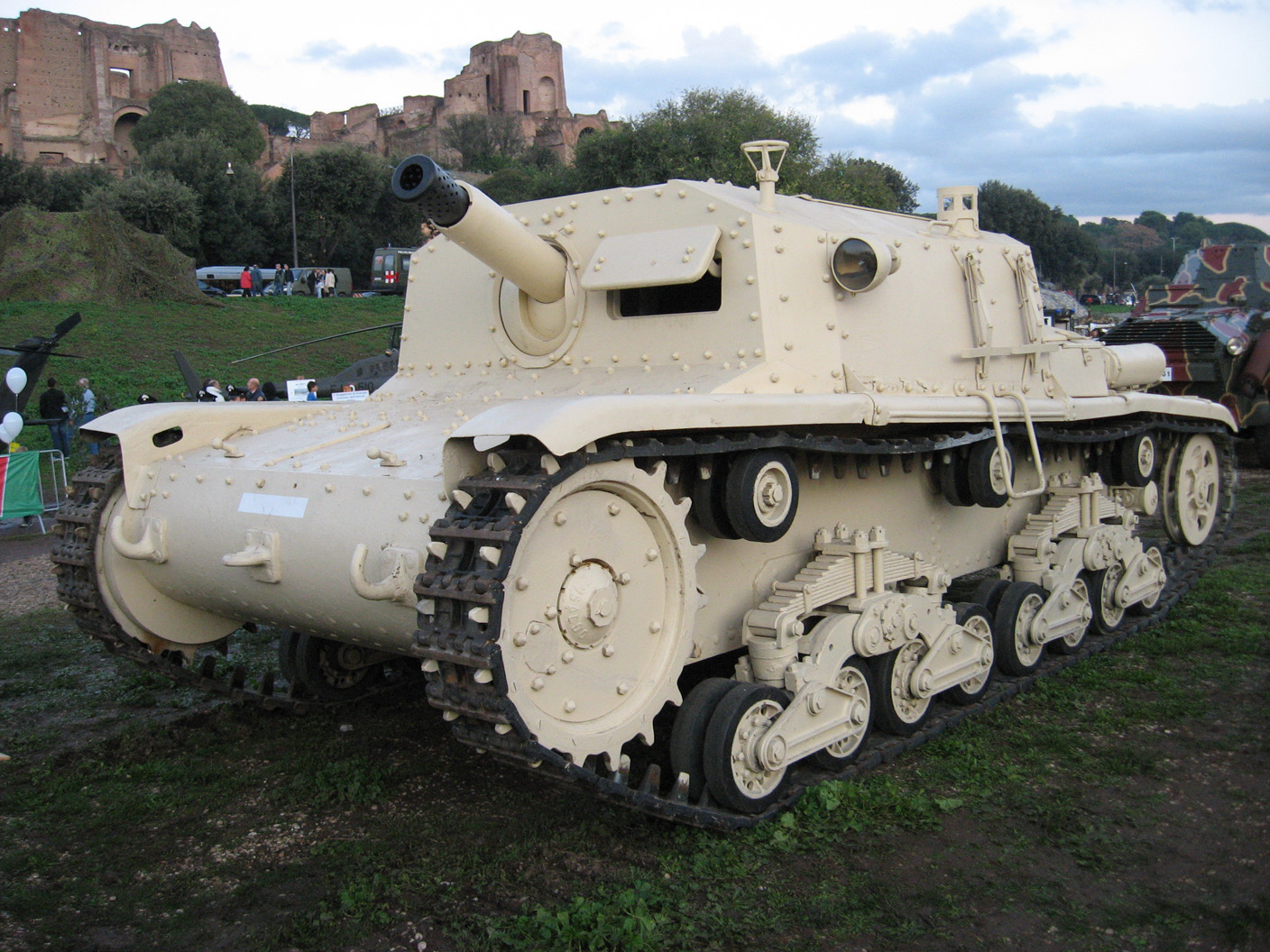
Un semovente M41 italiano

Ispirandosi agli StuG, anche il Regio Esercito immise in servizio dei semoventi per l'appoggio diretto alle divisioni di fanteria, ovvero i semoventi M41 armati con obici 75/18 Mod. 1934/1935 e M42M con cannoni da 75/34 Mod. S.F.. Anche questi mezzi, a causa dell'inadeguatezza dei carri armati italiani della serie M, si trovarono ad operare soprattutto come mezzi anticarro, con buoni risultati.

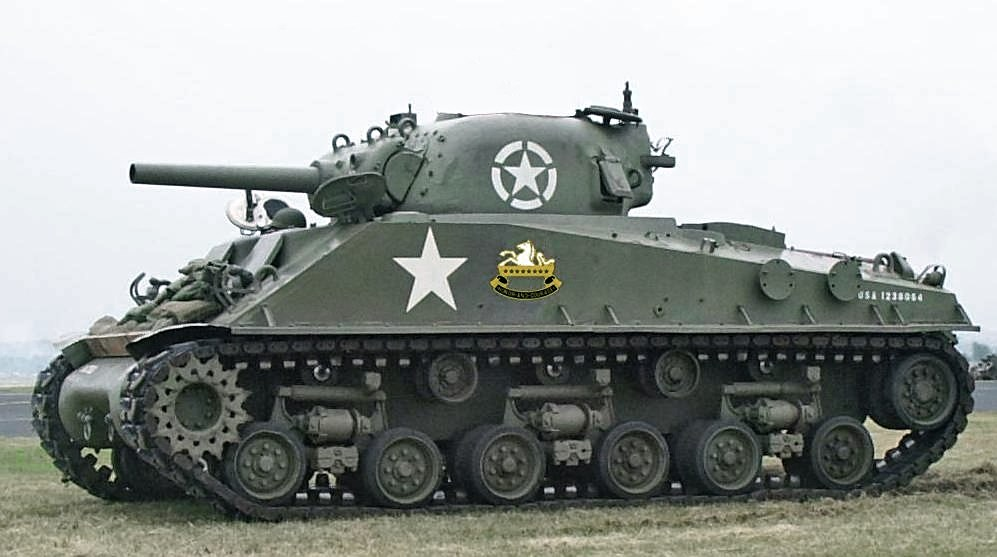
Uno Sherman M4(105)

Anche il Regno Unito e gli Stati Uniti d'America dispiegarono veicoli per il supporto ravvicinato delle fanterie, ma si trattava solitamente di normali carri in dotazione la cui unica modifica significativa era la sostituzione del cannone principale con un obice. Un esempio di questa soluzione era l'M4(105), ovvero un M4 Sherman armato con un obice M101 da 105 mm. I britannici invece impiegarono la versione Mark IV del carro armato Centaur e le versioni Mark V e Mark VIII del Mk IV Churchill, armati con un obice 95 mm QF95; la versione AVRE del carro Churchill (una delle "Hobart Funnies") era armata con una mortaio da 290 mm ed era destinata ad attaccare postazioni fortificate a distanza ravvicinata. Nelle ultime fasi della seconda guerra mondiale, poiché, soprattutto sul fronte italiano, gli Alleati non si scontrarono più con grandi formazioni corazzate tedesche, molti cacciacarri statunitensi furono impiegati come cannoni d'assalto per la fanteria.

### Nel dopoguerra
Dopo la seconda guerra mondiale, la concezione di questa categoria di mezzi per l'appoggio alla fanteria fu rivista in funzione delle mutate esigenze di appoggio alle truppe aviotrasporate, puntando a mezzi di peso limitato e rischierabili per via aerea. Le armi d'appoggio furono basate quindi su jeep o cingolati leggeri, tanto in Unione Sovietica quanto negli Stati Uniti, arrivando a soluzioni simili come il M56 Scorpion americano e l'ASU-57 sovietico, concepiti come semoventi anticarro leggeri aerotrasporabili.
Il concetto di cannone d'assalto fu ulteriormente sviluppato dai sovietici con l'ASU-85, operativo fino agli anni ottanta, mentre il SU-100, risalente all'ultimo anno della seconda guerra mondiale, rimase in servizio per molti anni nei paesi del blocco comunista, tra cui il Vietnam e Cuba. Gli Stati Uniti invece, dopo il M56 ed il M50 Ontos, abbandonarono il concetto di cannone d'assalto tradizionale, orientandosi invece su versioni specializzate del M113, armate con cannoni senza rinculo o con missili anticarro.
Un veicolo concepito come veicolo da ricognizione, ma che sostituì M50 e M56 nell'appoggio alla fanteria, è stato il M551 Sheridan. Armato con un cannone a bassa pressione come arma d'appoggio, nel ruolo anticarro impiegava dalla stessa canna il missile MGM-51 Shillelagh.
Dalla fine della guerra fredda, la tendenza mondiale è quella di usare per l'appoggio diretto ed anticarro i veicoli ruotati, come il Centauro in servizio con Esercito Italiano e l'Ejército de Tierra spagnolo, il cinese PTL-02 o l'autoblindo francese AMX-10RC.